# Ole Bull
Ole Bornemann Bull (ur. 5 lutego 1810 w Bergen, zm. 17 sierpnia 1880 w Lysøen k. Bergen) – norweski skrzypek i kompozytor okresu romantyzmu.

## Życiorys
Syn aptekarza. Uzdolnienia muzyczne zaczął przejawiać już jako dziecko, od 9. roku życia występował publicznie, grając z miejscową orkiestrą w Bergen. Uczył się gry na skrzypcach u Johana Henricha Poulsena i Carla Mathiasa Lundholma. W 1828 roku wyjechał do Christiany (ob. Oslo), by studiować teologię na tamtejszym uniwersytecie, nie zdał jednak egzaminów wstępnych. W tym samym roku został członkiem orkiestry Det musikalske Lyceum i po nagłej śmierci jej dyrygenta Waldemara Thrane zajął jego stanowisko. W 1829 roku udał się w swoją pierwszą podróż zagraniczną, odbywając trasę koncertową od Kopenhagi do Kassel. W 1831 roku ponownie opuścił Christianę, przez następne 7 lat koncertując we Francji, Szwajcarii, Włoszech, Wielkiej Brytanii, Niemczech i Rosji. Podczas pobytu w Paryżu usłyszał Niccolò Paganiniego, zachwycając się jego grą. W 1838 roku został członkiem szwedzkiej Królewskiej Akademii Muzycznej.
W latach 1843–1845 odbył swoją pierwszą podróż po Stanach Zjednoczonych, do których później wielokrotnie wracał. W 1852 roku z jego inicjatywy założono w Pensylwanii osadę dla imigrantów norweskich o nazwie Oleona. Przedsięwzięcie to zakończyło się jednak fiaskiem. W ostatnich latach życia skupił się na podróżach koncertowych, by spłacić liczne zaciągnięte długi.

## Twórczość

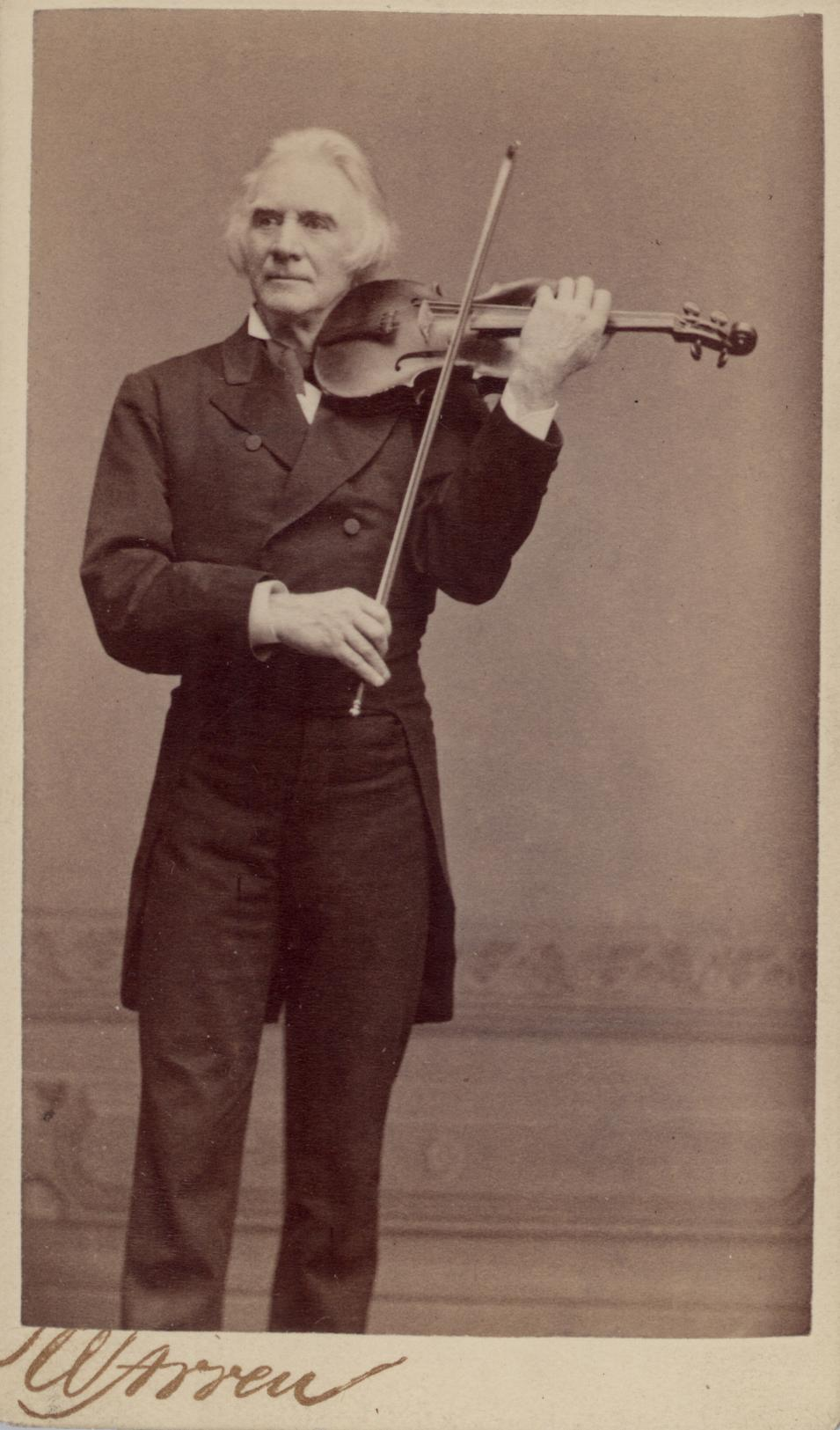
Bull ze skrzypcami (Boston, ok. 1868)

Dzięki wielu koncertom w Europie i Stanach Zjednoczonych zyskał sławę niemal równą sławie osiągniętej przez Paganiniego. W 1850 roku z inicjatywy Bulla powstał pierwszy teatr narodowy w Norwegii, zbudowany w jego rodzinnym Bergen. We współpracy z kompozytorem swoje sztuki wystawiali w nim Henrik Ibsen i Bjørnstjerne Bjørnson.
Rozwinął własną technikę gry na skrzypcach. Używał płaskiego podstawka zaczerpniętego z norweskich ludowych skrzypiec zwanych hardingfele i posługiwał się długim, cienkim smyczkiem. Dążył do stworzenia norweskiej muzyki narodowej. Rozbudził zainteresowanie rodzimym folklorem, który później stał się stałym elementem wykorzystywanym przez muzyków młodszego pokolenia takich jak Edvard Grieg.
Komponował wirtuozowskie utwory na skrzypce, które w większości zostały zapomniane lub zaginęły. Jedynie niewielka część z nich została wydana drukiem, a sam Bull grał je z pamięci. Wśród zachowanych kompozycji znajdują się oparta na wierszu Bjørnsona Sæterjentens Søndag oraz I ensomme Stunde.